# Altar Peak
Der Altar Peak ist ein 1780 m hoher Berg in der antarktischen Ross Dependency. Er ragt im Königin-Maud-Gebirge 1,5 km ostsüdöstlich des Mount Harkness in den Gothic Mountains auf.
Die geologische Mannschaft um Quin Blackburn (1900–1981) besuchte den Berg im Dezember 1934 bei der zweiten Antarktisexpedition (1933–1935) des US-amerikanischen Polarforschers Richard Evelyn Byrd. Der deskriptive Name geht auf einen Vorschlag Edward Stumps zurück, der im Rahmen des United States Antarctic Research Program eine geologische Mannschaft von der Arizona State University leitete, die den Berg zwischen 1987 und 1988 untersuchte.